# عمر حاسي
عمر حاسي هو لاعب كرة قدم مغربي سابق ، من مواليد 15 أبريل 1976 .

## إنجازاته
- نهائي كأس العرش سنة 2002  رفقة المغرب الفاسي
- الدوري المغربي لكرة القدم القسم الثاني سنة 2006 مع المغرب الفاسي

## إنجازات شخصية
- الدوري المغربي لكرة القدم 2009-2010 : هداف البطولة ب 12 هدف

## روابط خارجية
- عمر حاسي على موقع قاعدة بيانات كرة القدم.إي يو (الإنجليزية)
- عمر حاسي على موقع ناشيونال فوتبول تيمز (الإنجليزية)
- عمر حاسي على موقع كووورة

- Fiche d'Omar Hassi sur national-football-teams.com